# MS Batory
Az MS Batory lengyel óceánjáró hajó volt. A Gdynia-America Line hajózási cég építtette 1935-ben. Báthory István lengyel királyról, erdélyi fejedelemről nevezték el. A második világháború idején a szövetségesek szolgálatában állt az Egyesült Királyság Admiralitásának a parancsnoksága alatt, majd 1951-ben a Polish Ocean Lines zászlóshajója lett. Gyakran nevezték „a lengyel kereskedelmi flotta büszkeségének”. Az MS Batory és testvérhajója, az MS Piłsudski Lengyelország két legnépszerűbb óceánjáró hajója volt.

## Története

### Építése
A Gdynia America Line (lengyelül Gdynia–Ameryka Linie Żeglugowe, GAL) lengyel-dán cég 1934-ben alakult Gdyniában, eredetileg lengyel migránsokat szállított az USA-ba. Később a turisztikára helyeződött a hangsúly az üzletmenetben, és e célból új hajót helyeztek üzembe. A Batoryt 1934-1935 folyamán építették a  monfalconei hajógyárban, Triesztben. Ellenértékének egy részét lengyel szénszállítmányok fedezték.
A hajó minden idők legismertebb lengyel hajói közé tartozik. 1935. július 3-án bocsátották vízre. Két Sulzer dízelmotor hajtotta két hajócsavarral, miközben 18 csomós (33 km/h) sebességgel haladt.1936 májusában kezdte meg rendszeres járatait a Gdynia és New York közötti vonalon. 1939-re több mint 3000 utast szállított.
1937-ben a magyar kormány halasi csipketerítőt ajándékozott a hajó kápolnájába. Az ajándékot Bornemisza Géza kereskedelmi miniszter Leon Orłowski budapesti lengyel követnek adta át.

### A második világháború idején

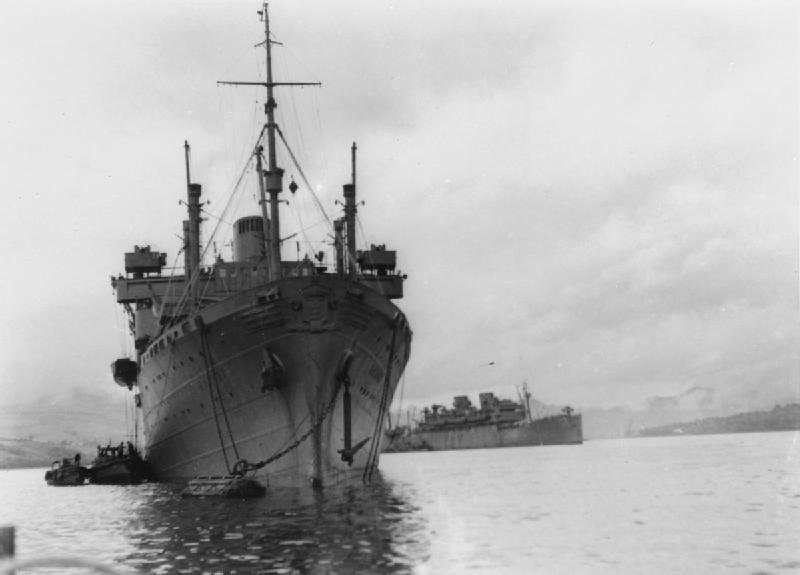
A Batory a második világháborúban

A világháború idején a szövetséges haditengerészet csapatszállító hajóként és kórházhajóként használta. Nevezetes útjai:
- Titokban ezzel szállították Kanadába a Wawelben őrzött lengyel nemzeti kincseket megőrzésre.
- Ez volt az utolsó hajó, amely elhagyta Saint-Jean-de-Luz kikötőjét a lengyel csapatok Franciaországból való végleges evakuálásakor.
- 1940-ben a Chrobry nevű hajóval együtt szövetséges csapatokat szállított Norvégiába.
- Részt vett Dunkerque kiürítésében május végén, június elején, ahol 2500 embert vett a fedélzetére.
- Később akár 6000 embert is szállított egy-egy evakuálás során.
- Júniustól júliusig titokban az Egyesült Királyság aranytartalékának nagy részét (40 millió GBP) a skóciai Greenockból a kanadai Montrealba szállította ugyancsak megőrzés céljából.
- Augusztus 5-én Liverpoolból 477 gyermeket szállított Sydneybe.[3] Az utazás vidáman telt, zenével és nevetéssel, ezért a Batoryt „éneklő hajónak” keresztelték el, és könyvet írtak róla ezzel a címmel.[4]
- 1942 áprilisában a brit író, Roald Dahl a kanadai Halifaxba utazott vele.
- A hajó részt vett az algériai Oran elleni szövetséges invázióban 1942-ben.
- Ugyanebben az évben csapatokat vitt Indiába, és részt vett a szicíliai és dél-franciaországi megszállásban, ahol Jean de Lattre de Tassigny tábornoknak, a francia hadsereg főparancsnokának a zászlóshajója volt. Többször is támadták földről és levegőből, de nem szenvedett súlyos sérüléseket.

A második világháború alatti katonai szerepe miatt Szerencsehajónak is nevezték. Testvérhajója, a Piłsudski kevésbé volt az, 1939 novemberében elsüllyedt Skócia keleti partjainál.

### A világháború után
A világháború után, 1946-ban visszakerült Lengyelországba, és átalakítás után újra polgári szolgálatot teljesített. Többek között olyan híres embereket szállított, mint Ryszard Kapuściński. 1949 májusától 1951 januárjáig számos politikai incidens kapcsolódott hozzá, amelyek során amerikai dokk- és hajógyári munkások megtagadták rakományának a kirakodását, illetve a hajó szervizelését.
Ezen incidensek után kivonták az észak-atlanti útvonalról, felújították Hebburnben a trópusokon való szolgálatra, és 1951 augusztusában Gdyniából és Southamptonból Bombaybe és Karacsiba hajózott Gibraltáron, Máltán, Adenen és Szuezen keresztül. 1957-ben visszatért az észak-atlanti utakhoz. 1969-ig folytatta a szolgálatot, amikor is leszerelték, és úszó szálloda lett Gdyniában. Egy év elteltével azonban visszaadták a Polish Ocean Lines-nak, az pedig eladta ócskavasnak Hongkongba. 1971. március 31-én hagyta el Gdyniát, és május 26-án érkezett meg a roncstelepre. Június 2-án leengedték rajta a lengyel zászlót, és megkezdődött a szétbontása, ami 1972-ben befejeződött.
Szerepét egy nagyobb hajó, a Stefan Batory vette át, amely 1969 áprilisától 1988-ig közlekedett.

## Galéria

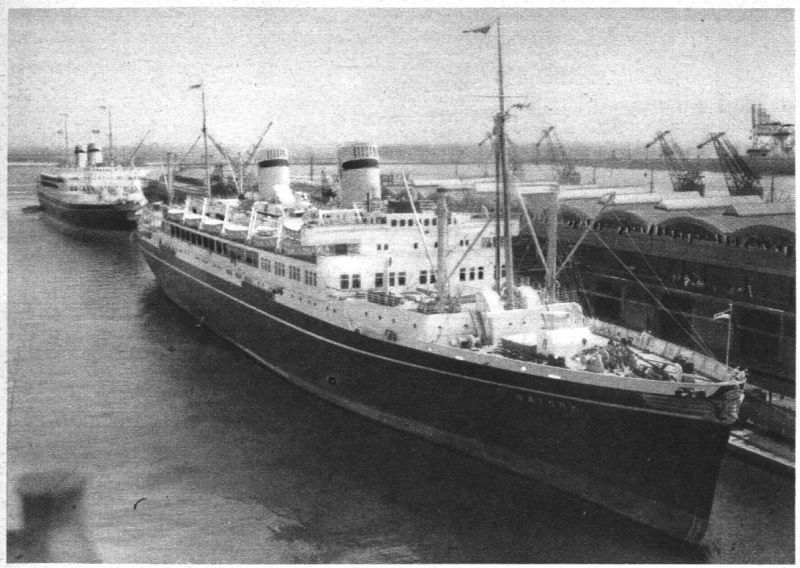
Batory Gdyniában, 1937
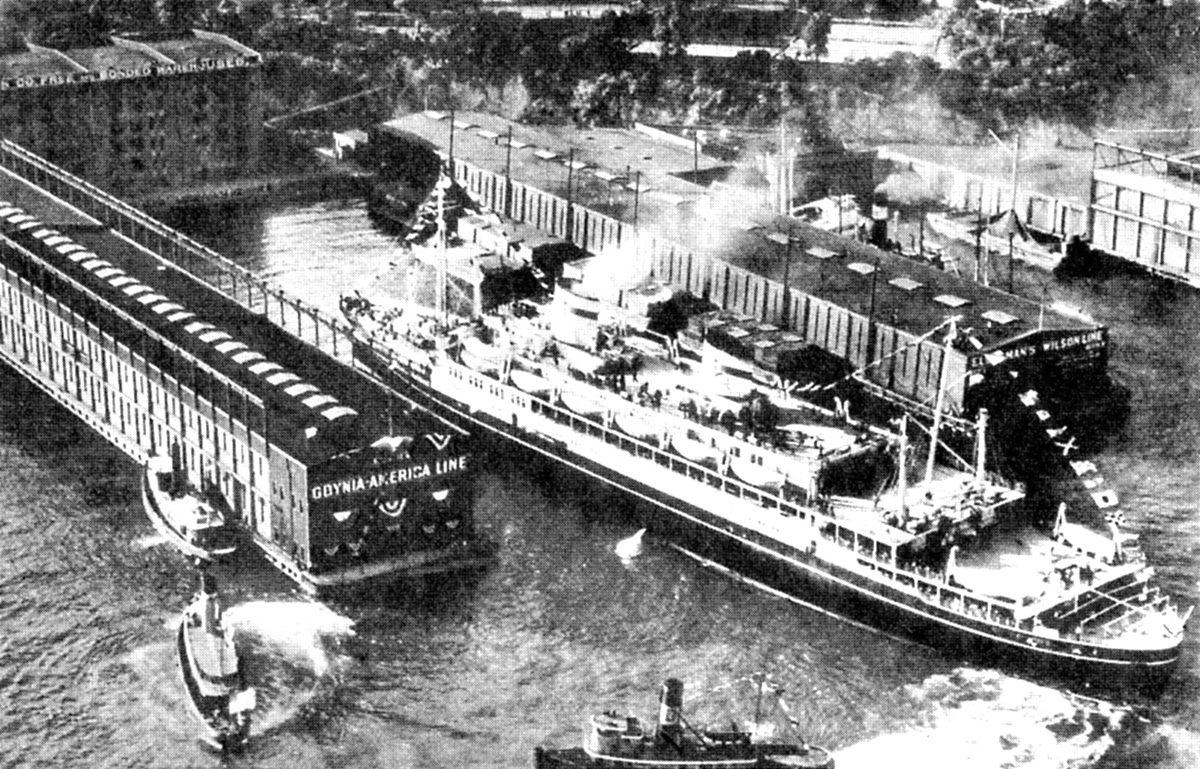
Batory megérkezik New Yorkba
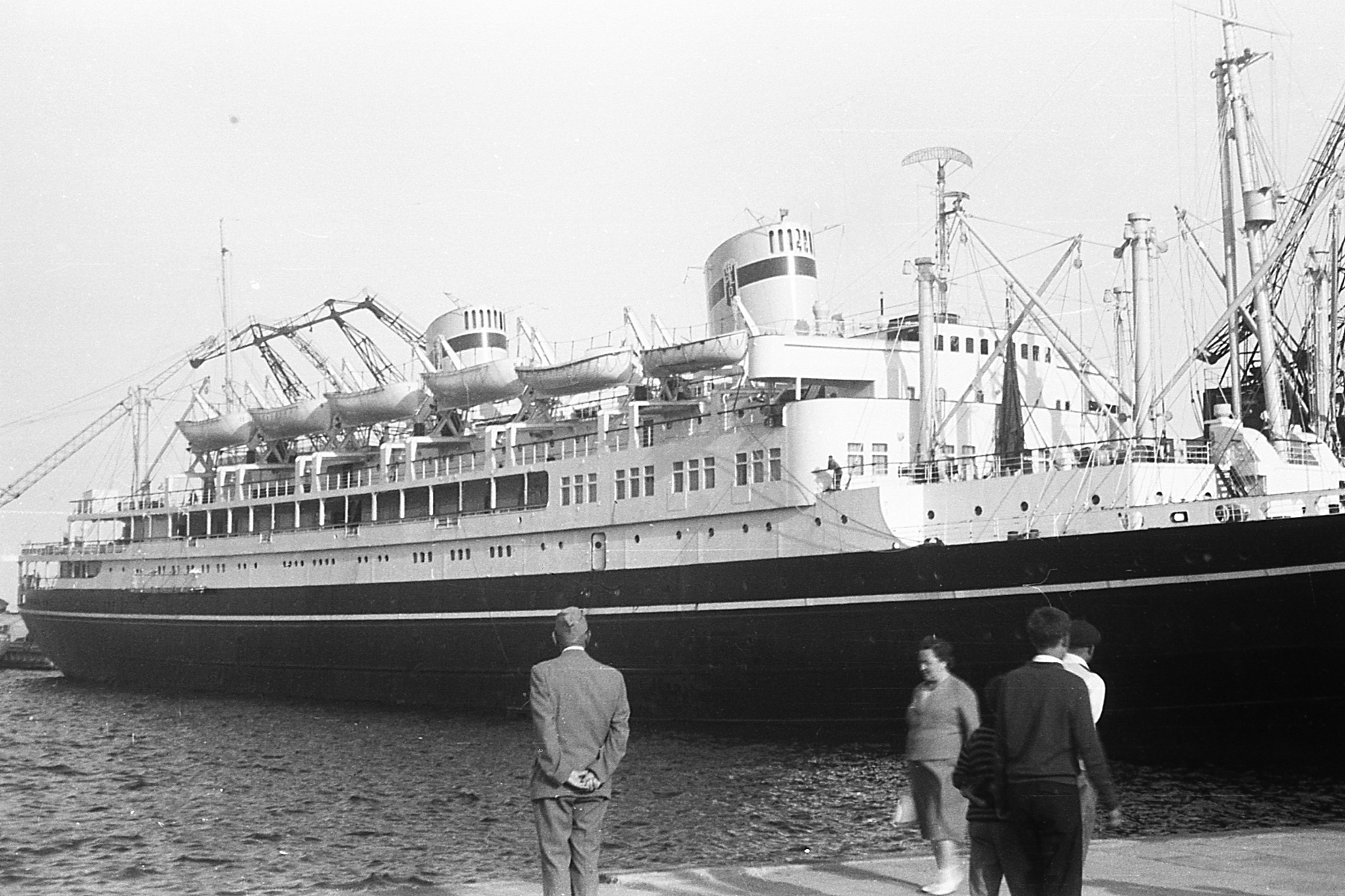
Batory 1962-ben
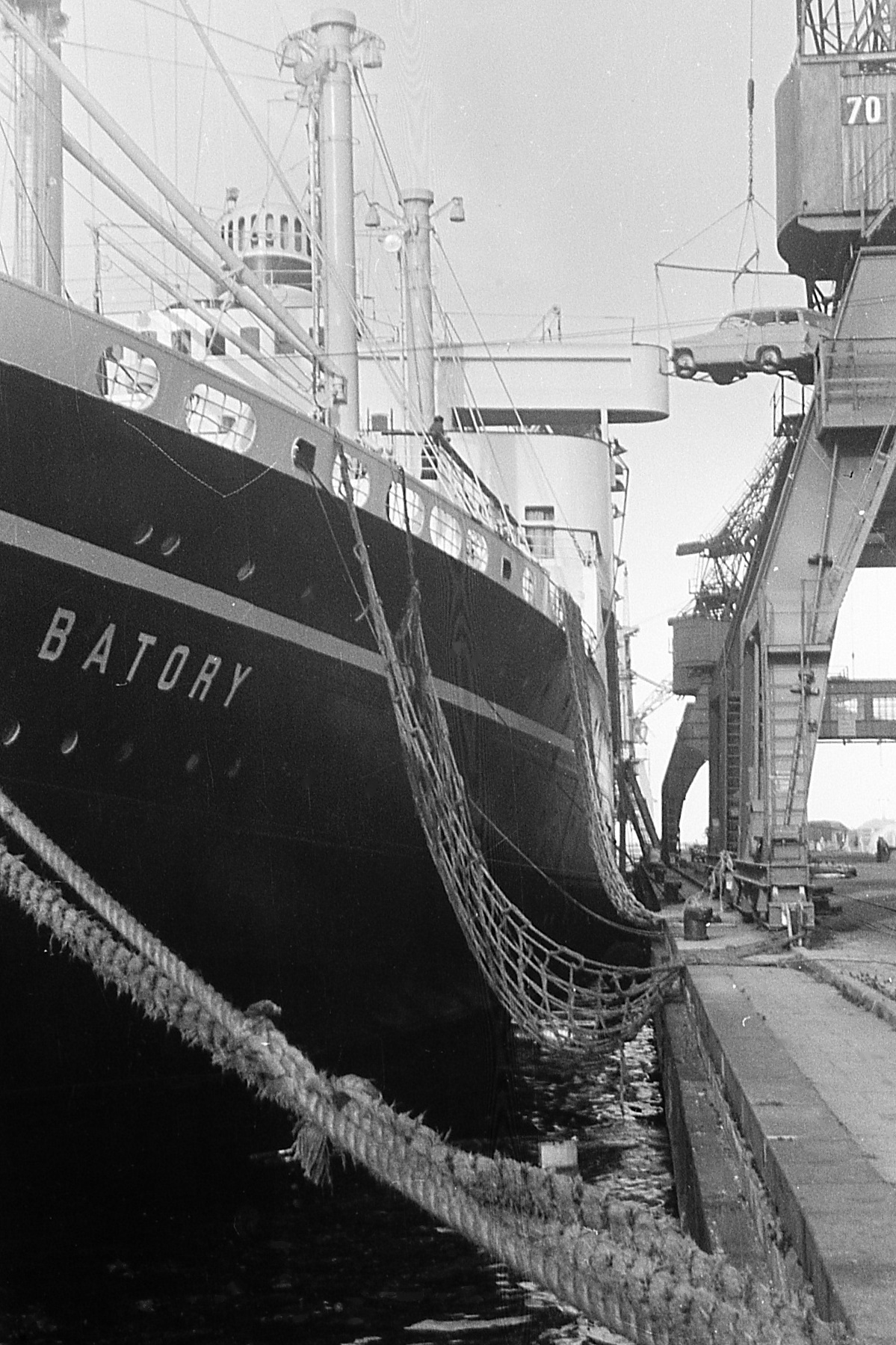
Kirakodás a gdyniai rakparton, 1960-as évek
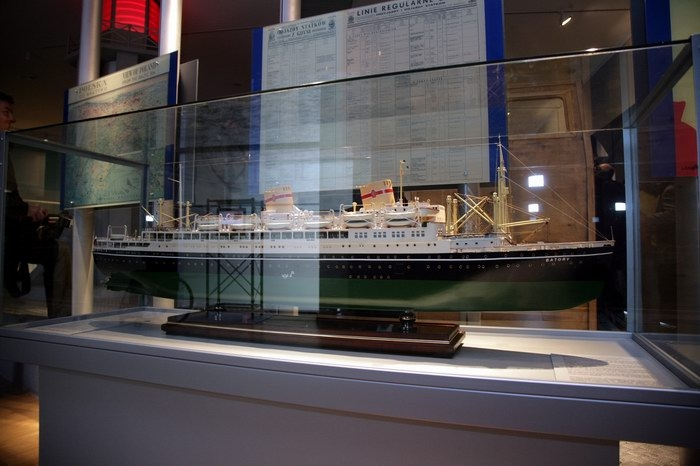
A Batory méretarányos modellje, 2007
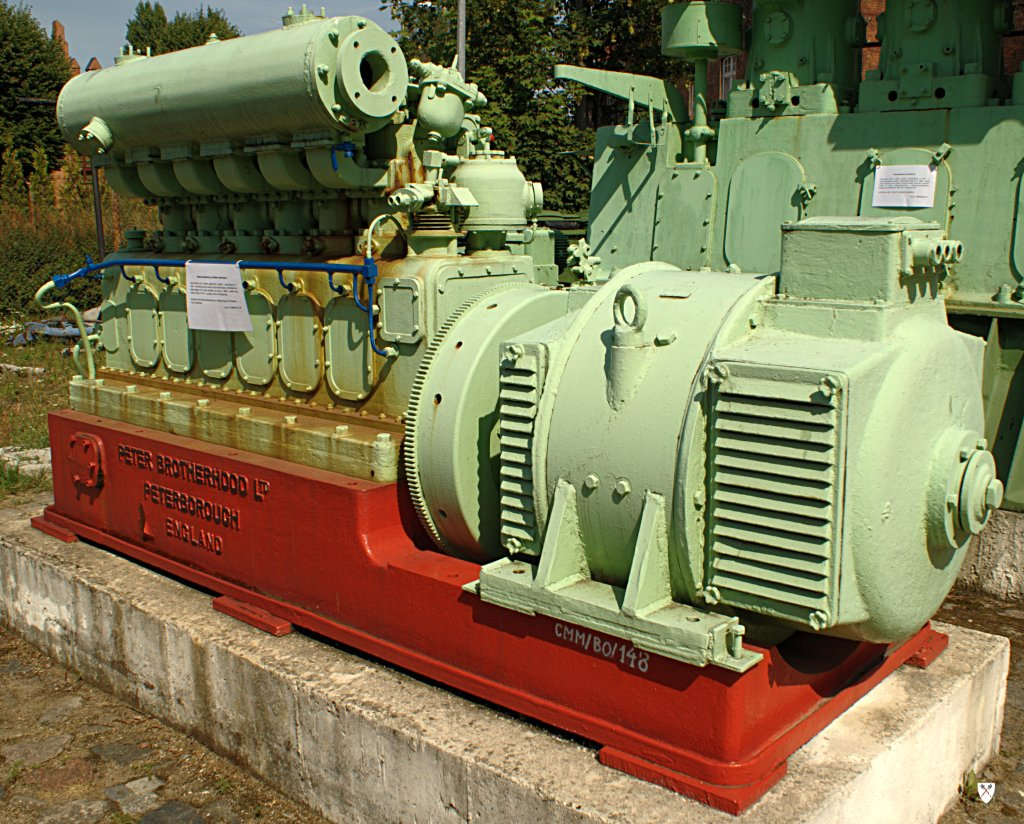
A hajó egyik motorja
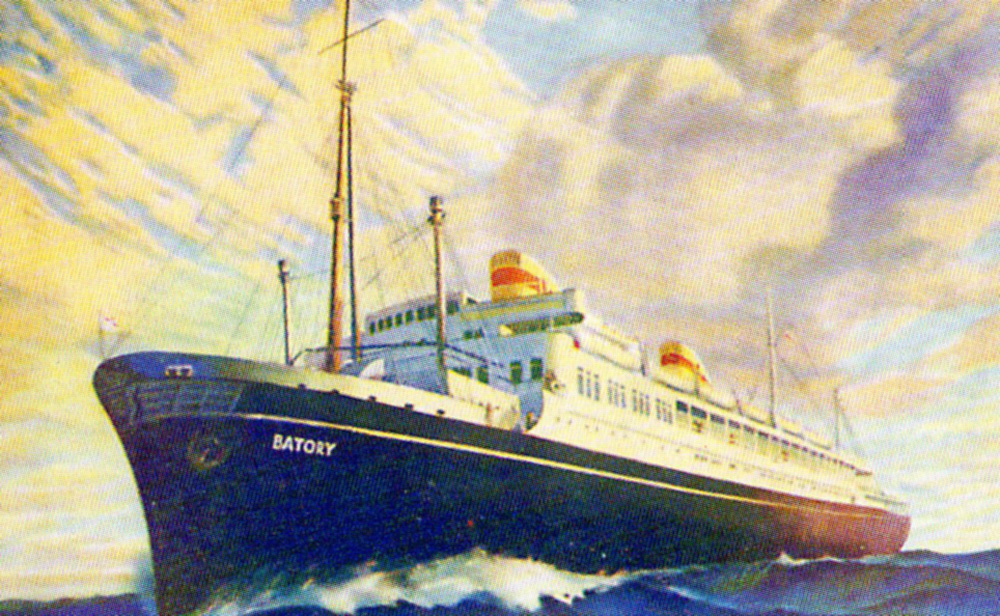
Batory képeslap
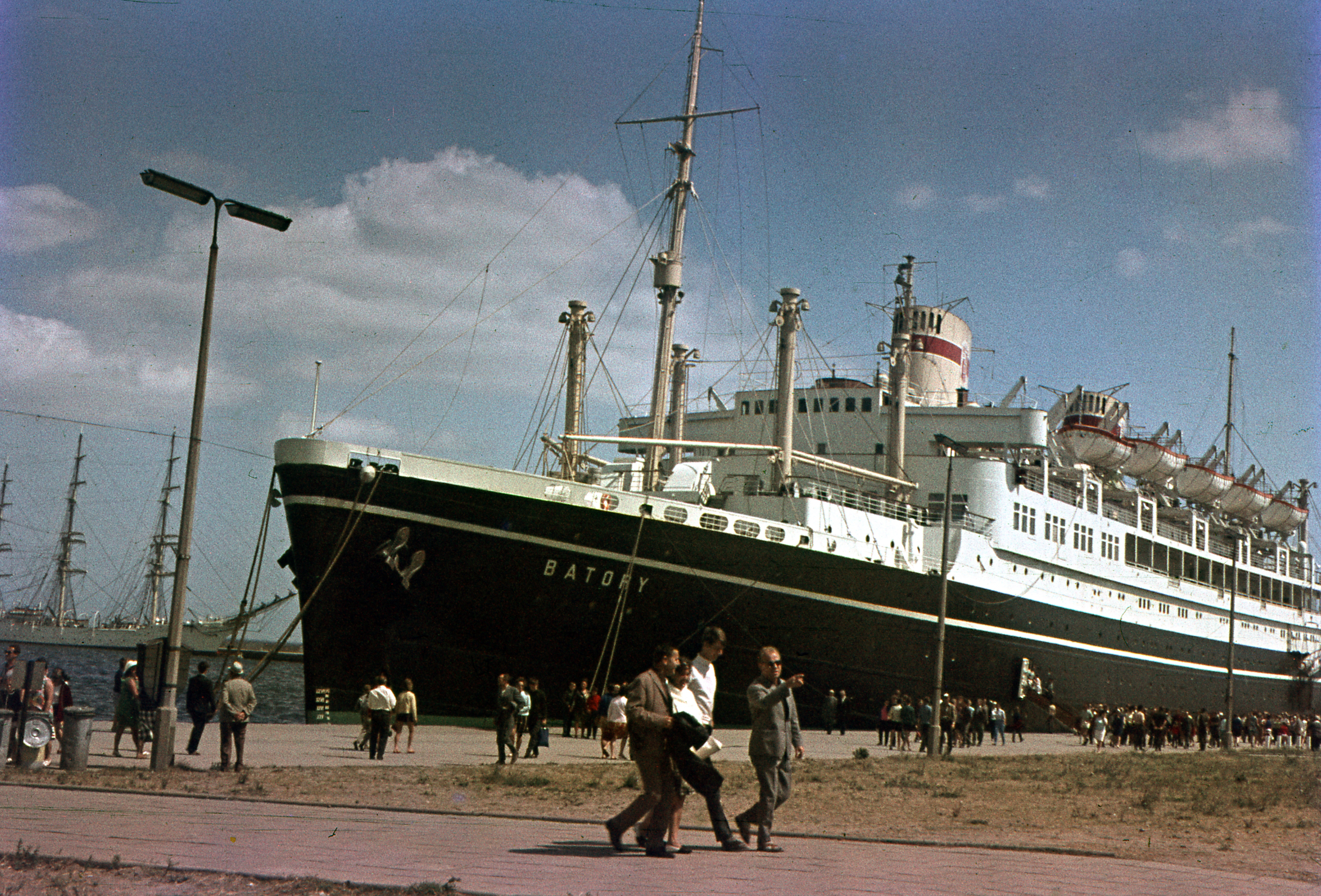
Batory 1965-ben
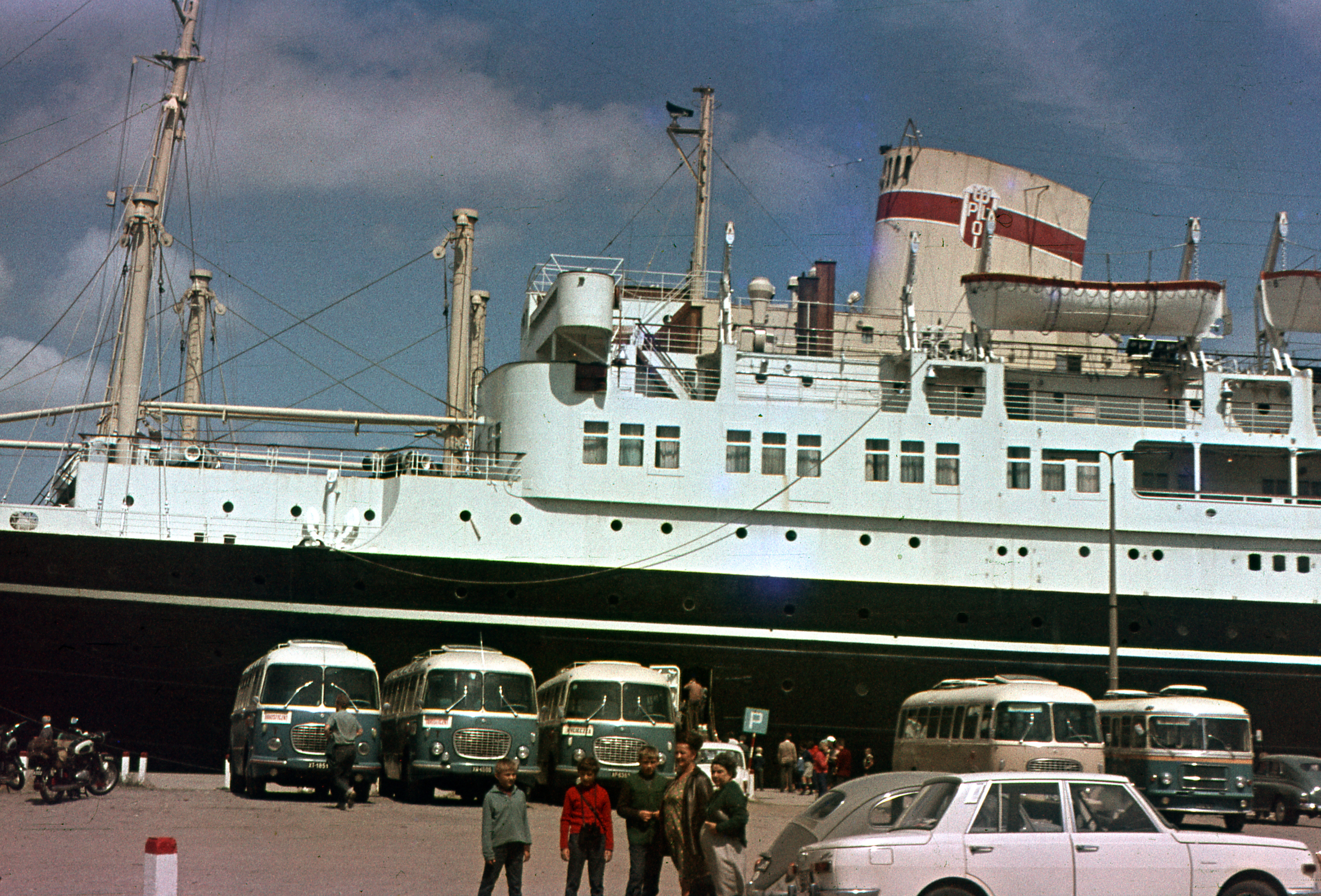
Batory 1965-ben

## Fordítás
Ez a szócikk részben vagy egészben  a   MS Batory című angol Wikipédia-szócikk ezen változatának fordításán alapul.  Az eredeti cikk szerkesztőit annak laptörténete sorolja fel. Ez a jelzés csupán a megfogalmazás eredetét és a szerzői jogokat jelzi, nem szolgál a cikkben szereplő információk forrásmegjelöléseként.

## További irodalom
- Swoger, Gordon. The Strange Odyssey of Poland's National Treasures, 1939–1961: A Polish-Canadian Story. Toronto: Dundurn Press (2004)

## Külső hivatkozások
- Peter Wieslaw Grajda: M/S BATORY, a lengyel óceánjáró – történelem és fényképek
- M/S Piłsudski és M/S Batory története
- Fénykép az MS Batoryról a Szuezi-csatorna övezetében, 1953
- M/S Batory, a lengyel óceánjáró – történelem és fényképek